# Julio Iglesias
Julio José Iglesias de la Cueva (ur. 23 września 1943 w Madrycie) – hiszpański piosenkarz i kompozytor. 
Nakład ze sprzedaży jego wydawnictw muzycznych przekroczył 200–300 milionów na całym świecie. On sam otrzymał łącznie około 2600 złotych i platynowych płyt. Według Sony Music jest jednym z 10 najlepiej sprzedających się artystów muzyki w historii.
W trakcie swojej działalności muzycznej wydał ponad 77 albumów. Śpiewa najczęściej po hiszpańsku, ale także po francusku, angielsku, włosku, niemiecku, portugalsku, nagrał też kilka utworów po katalońsku. Jest odnotowany w Księdze rekordów Guinnessa jako artysta, który nagrał najwięcej płyt w największej liczbie języków.
Początki jego międzynarodowej sławy sięgają lat 70. XX wieku, kiedy zyskał popularność jako wykonawca romantycznych ballad, które w połączeniu z jego własną aparycją i wyglądem dżentelmena, dało mu niebywały sukces. Dotychczas zagrał w przybliżeniu około 5000 koncertów.
Przez pewien czas grał w piłkę nożną na pozycji bramkarza w drużynie Realu Madryt.

## Życiorys

### Rodzina i edukacja
Jest najstarszym synem Dr. Julio Iglesiasa Pugi (pochodzącego z Galicji) oraz Marii del Rosario de la Cueva y Perignat (pochodzącej ze szlacheckiej rodziny pochodzenia żydowskiego). Jego wuj, który był ambasadorem Hiszpanii w Londynie, tytułowany był mianem markiza.
Studiował prawo w Madrycie. Przez krótki czas był bramkarzem w młodzieżowej drużynie Realu Madryt. Wskutek wypadku samochodowego, któremu uległ 22 września 1963, musiał zrezygnować z kariery sportowej. Pomimo diagnoz, według których miał już nie chodzić, powoli zaczął wracać do zdrowia, a żeby rozwijać sprawność rąk, zaczął grać na gitarze. Kiedy wyzdrowiał, powrócił na studia. W tym czasie przebywał w Anglii, gdzie pobierał lekcje języka angielskiego, początkowo w Ramsgate, a później w szkole językowej w Cambridge.

Straciłem panowanie nad pojazdem który przekoziołkował i w efekcie czego, doznałem ucisku na rdzeń kręgowy w szyi. Byłem bardzo chory przez trzy lata.

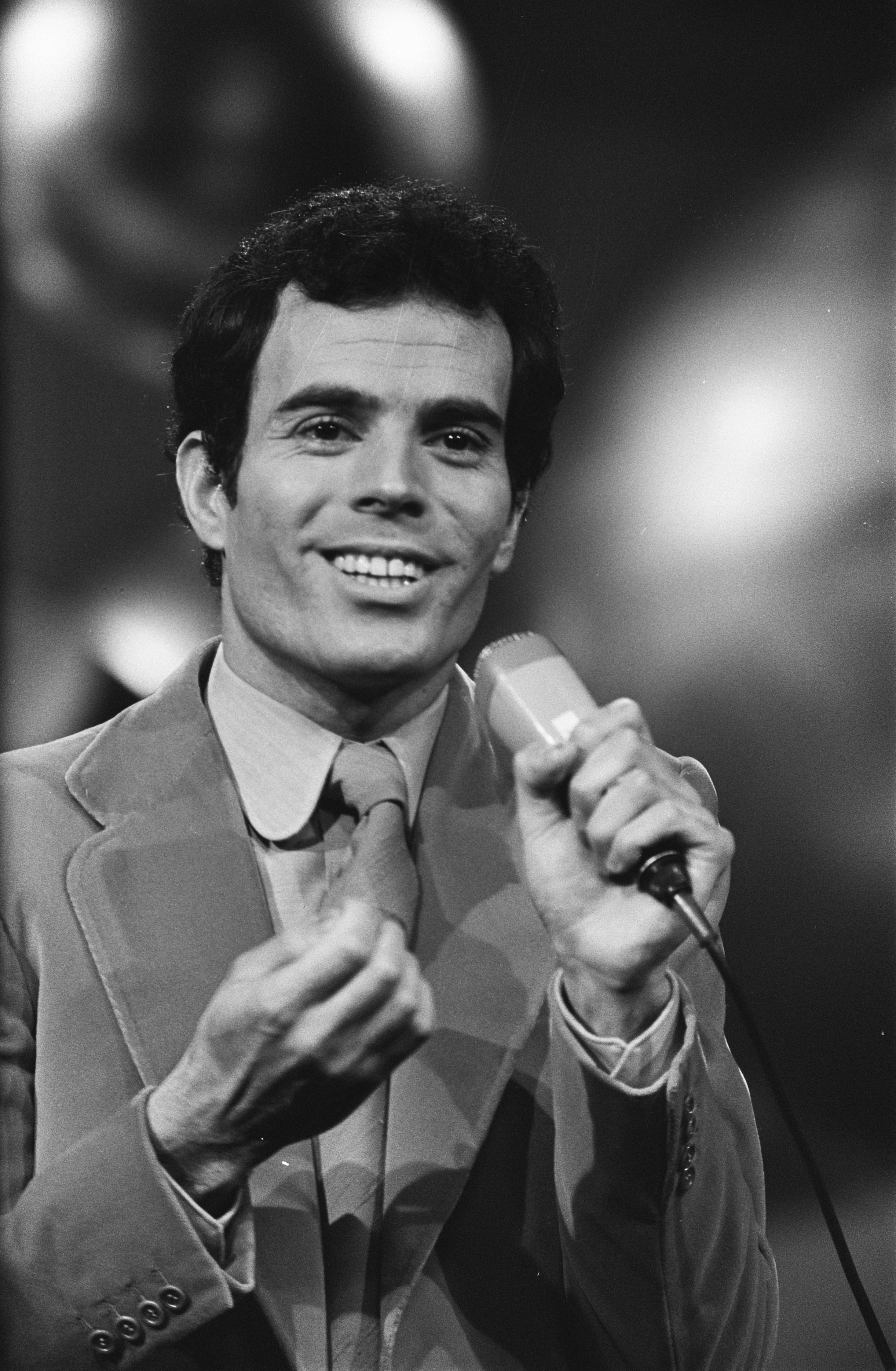
Iglesias w 15. Konkursie Piosenki Eurowizji w Amsterdamie (1970)

Na pytanie, jak wyobraża sobie własne życie, gdyby nie wypadek, odpowiada: 

Okropnie nieciekawie. Zostałbym nudnym, sfrustrowanym adwokatem. Oczywiście, człowiek nie wie, jak mogłyby potoczyć się jego losy, a więc zwykle po prostu żyje dalej. Ale ja dziś wiem, co bym stracił, i jak wielką szansę otrzymałem od Boga: szansę poznawania ludzi, różnych kultur, cieszenia się energią, którą dają koncerty... Nie wyobrażam sobie innego życia.

### Kariera

#### Początki i pierwsze albumy
W 1968 wygrał międzynarodowy festiwal piosenki hiszpańskojęzycznej w Benidormie, po czym podpisał kontrakt z filią wytwórni Columbia specjalizującej się w wydawaniu artystów śpiewających po hiszpańsku. W marcu 1970, reprezentując Hiszpanię ze swoim debiutanckim singlem „Gwendolyne”, zajął czwarte miejsce w finale 15. Konkursu Piosenki Eurowizji w Amsterdamie. W tym samym roku wystąpił z koncertem na festiwalu Midem oraz na innych festiwalach we Francji, Luksemburgu, Niemczech oraz w Osace. W ciągu 30 dni zagrał 41 koncertów w 41 różnych miastach. W tym okresie wydał m.in. albumy: A Flor de Piel (z 1974, zawierający przebój „Manuela”), El Amor (1975) i Soy (1978). W tym okresie śpiewał także po francusku, nagrał m.in. piosenkę „Je n'ai pas changé”.

#### 1978–1990: Szczyt kariery
W 1978 podpisał kontrakt z wytwórnią CBS International, dodając kolejne języki do swojego repertuaru: angielski, portugalski i niemiecki. W 1981 wydał album pt. De Niña a Mujer (1981), z którego pochodził jego pierwszy anglojęzyczny przebój – cover piosenki Cole Portera „Begin the Beguine” z musicalu Jubilee. Singiel zajął pierwsze miejsce na angielskiej liście przebojów, a sporym powodzeniem cieszyła się wydana w tamtym czasie kolekcja przebojów Iglesiasa pt. Julio (1983).
W 1984 wydał album pt. 1100 Bel Air Place, który ugruntował jego ogromny sukces, także na rynku anglojęzycznym, rozchodząc się w liczbie trzech milionów sztuk w samych Stanach Zjednoczonych. Na płycie umieścił m.in. przebojowe duety: z Willie Nelsonem („To All the Girls I've Loved Before”, zajął piąte miejsce na amerykańskiej liście przebojów Billboard Hot 100) i Dianą Ross („All of You”, dotarł na szczyt listy).

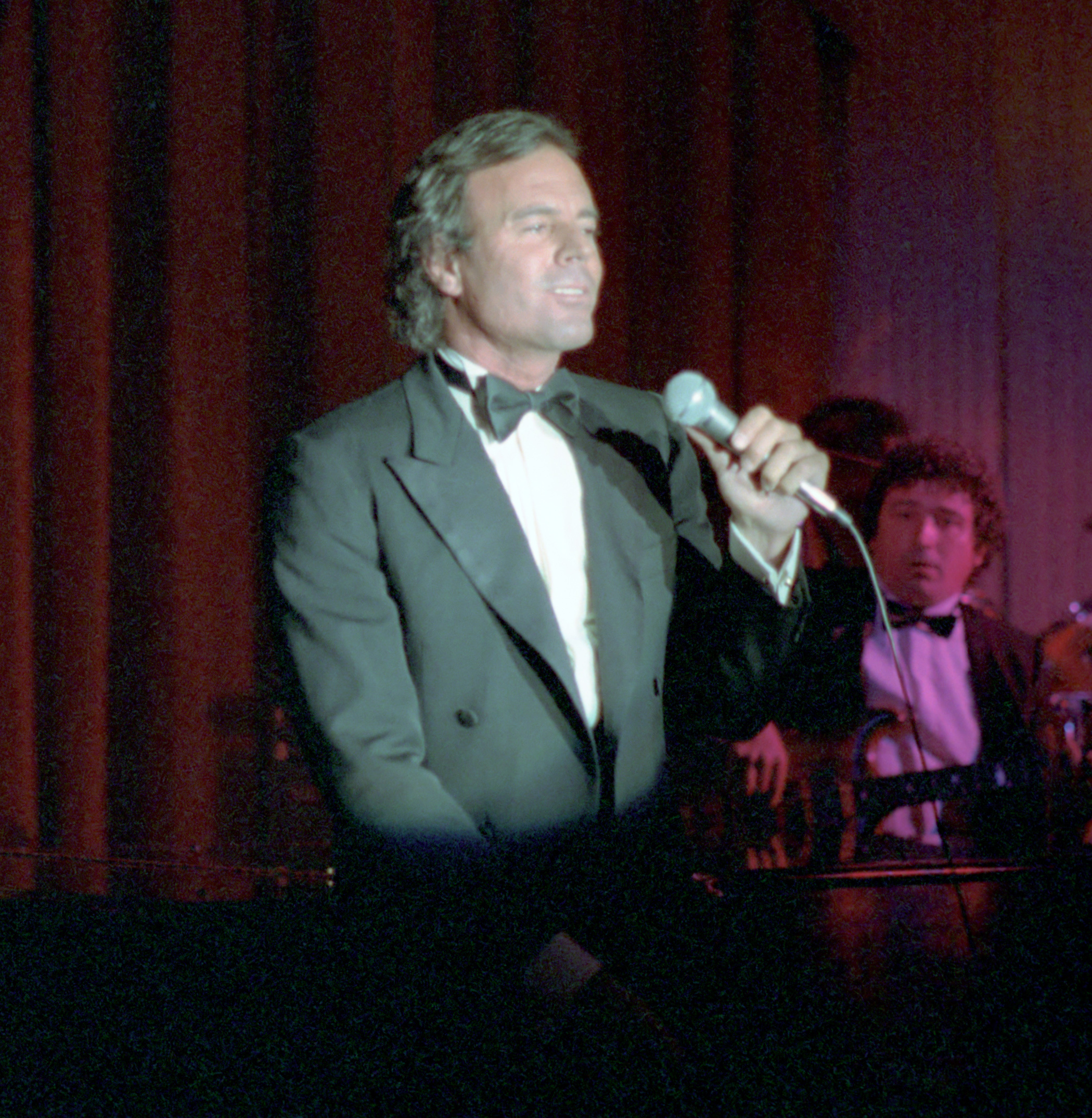
Iglesias (1984)

W połowie lat 80. ojciec Iglesiasa został porwany, znaleziono go dwa tygodnie później bez uszczerbku na zdrowiu. Wydarzenie zdecydowało o przeprowadzce piosenkarza do Miami. W 1988 odebrał nagrodę Grammy za najlepszy album latynoamerykański – Un Hombre Solo z 1987. Następnie nagrał duet ze Steviem Wonderem „My Love”, zamieszczony na albumie Non Stop (1988).

#### Lata 90.
W latach 90. powrócił do swojego pierwotnego stylu muzycznego opartego na melodiach pochodzących z kultury hiszpańskiej w albumie Tango (1996), który jako kolejny otrzymał nominację do nagrody Grammy. W tym samym roku za płytę otrzymał nagrodę World Music Award w Monako, pokonując m.in. swojego syna, Enrique. Wydarzenie skomentował w następujący sposób:

Z własnymi dziećmi się nie rywalizuje. To prasa w poszukiwaniu sensacji wymyśla tego typu komentarze. Obaj moi starsi synowie: Enrique, który odnosi wielkie sukcesy artystyczne, i Julio, który niedługo wyda piękną płytę, są częścią mojego życia, ale ich kariery rozwijają się niezależnie ode mnie. Życzę im, żeby ludzie ich lubili i słuchali tak jak mnie przez 30 lat i żeby będąc w moim wieku mieli takie same iskry w oczach, jak ja dzisiaj!

#### Od 2000
Nazwisko Iglesiasa wróciło na nagłówki gazet w październiku 2003, kiedy niespodziewanie trzykrotnie pocałował prowadzącą program w argentyńskiej telewizji Susanę Giménez. W tym samym roku wydał album „Divorcio”. Już w pierwszym po premierze albumu sprzedało się 350 000 kopii w samej tylko Hiszpanii; tym samym album szybko osiągnął pozycję numer #1 na listach przebojów w Hiszpanii, Portugalii, Francji, Włoszech oraz Rosji.
Na przełomie 2003 i 2004 odbył 10-miesięczną światową trasę koncertową. W jej trakcie odwiedził wiele krajów w Europie, Azji, Ameryce Północnej, Ameryce Południowej, a także w Afryce. Ponad połowa ze wszystkich koncertów została wyprzedana po kilku dniach od rozpoczęcia sprzedaży. W grudniu 2004 wraz ze swoją życiową partnerką oraz czwórką dzieci nagrał kolędę Cicha noc. Nagranie dostępne było jedynie na jego stronie internetowej, zaś płyta kompaktowa z piosenką była dołączana do kartek świątecznych rozdawanych przez Iglesiasa wśród znajomych oraz fanów na całym świecie. W 2008 wraz z rodziną kolejny raz zdecydował się na nagrania świąteczne, tym razem wspólnie zaśpiewali utwór „The Little Drummer Boy” po hiszpańsku oraz po angielsku i, tak jak poprzednio, dołączyli do kart świątecznych.

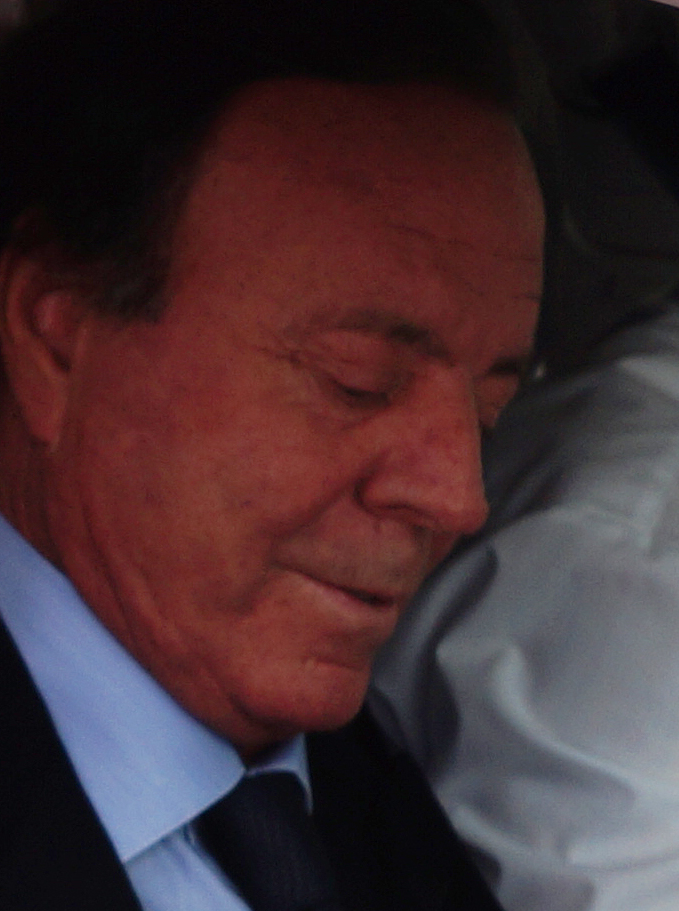
Iglesias (2016)

We wrześniu 2006 wydał anglojęzyczny album, zatytułowany Romantic Classics. Na płycie znalazły się jego covery piosenek, takich jak m.in.: „I Want to Know What Love Is”, „Careless Whisper” czy „Right Here Waiting”. Album był najwyższym debiutem Iglesiasa na amerykańskiej liście przebojów Billboard, zajmując 31. miejsce na liście w USA, 21. miejsce w Kanadzie, 10. miejsce w Australii oraz czołowe miejsca w wielu innych krajach Europy i Azji.

Wybrałem piosenki z lat 60., 70., 80., które, jak mi się wydaje, mogą być uznane za nowe standardy muzyczne

We wrześniu tego samego roku powrócił do studia nagraniowego, gdzie zarejestrował swoje piosenki w języku indonezyjskim oraz języku filipńskim pochodzące z albumu „Romantic Classics”, które to nagrania miały wspomóc sprzedaż tego albumu na rynkach azjatyckich. Nagrał także duet wraz z filipińską gwiazdą Anggun w utworze śpiewanym po angielsku i filipińsku utwór zatytułowany „All of You”. Mocno promował swój album „Romantic Classics” pod koniec 2006 i w całym 2007 poprzez występy w popularnych programach telewizyjnych w Stanach Zjednoczonych. Wystąpił jako gość muzyczny w programie Dancing with the Stars. W 2008 skupił się na promocji albumu w Europie, Afryce oraz Ameryce Południowej.

## Życie osobiste
W latach 70. pozostawał w związku z filipińską modelką, a później dziennikarką Isabel Preysler. Wspólnie mieli troje dzieci: córkę Isabel Iglesias (ur. 3 września 1971 w Cascais) oraz synów Julio José (ur. 25 lutego 1973 w Madrycie) i Enrique (ur. 8 maja 1975 w Madrycie). Para rozwiodła się w 1978. Od 1990 jest w związku z byłą holenderską modelką Mirandą Rijnsburger (ur. 5 października 1965). 26 sierpnia 2010 pobrali się. Mają pięcioro dzieci: synów Miguela Alejandro (ur. 7 września 1997), Rodrigo (ur. 3 kwietnia 1999) i Guillermo (ur. 5 maja 2007), oraz córki-bliźniaczki, Victorię i Cristinę (ur. 1 maja 2001).

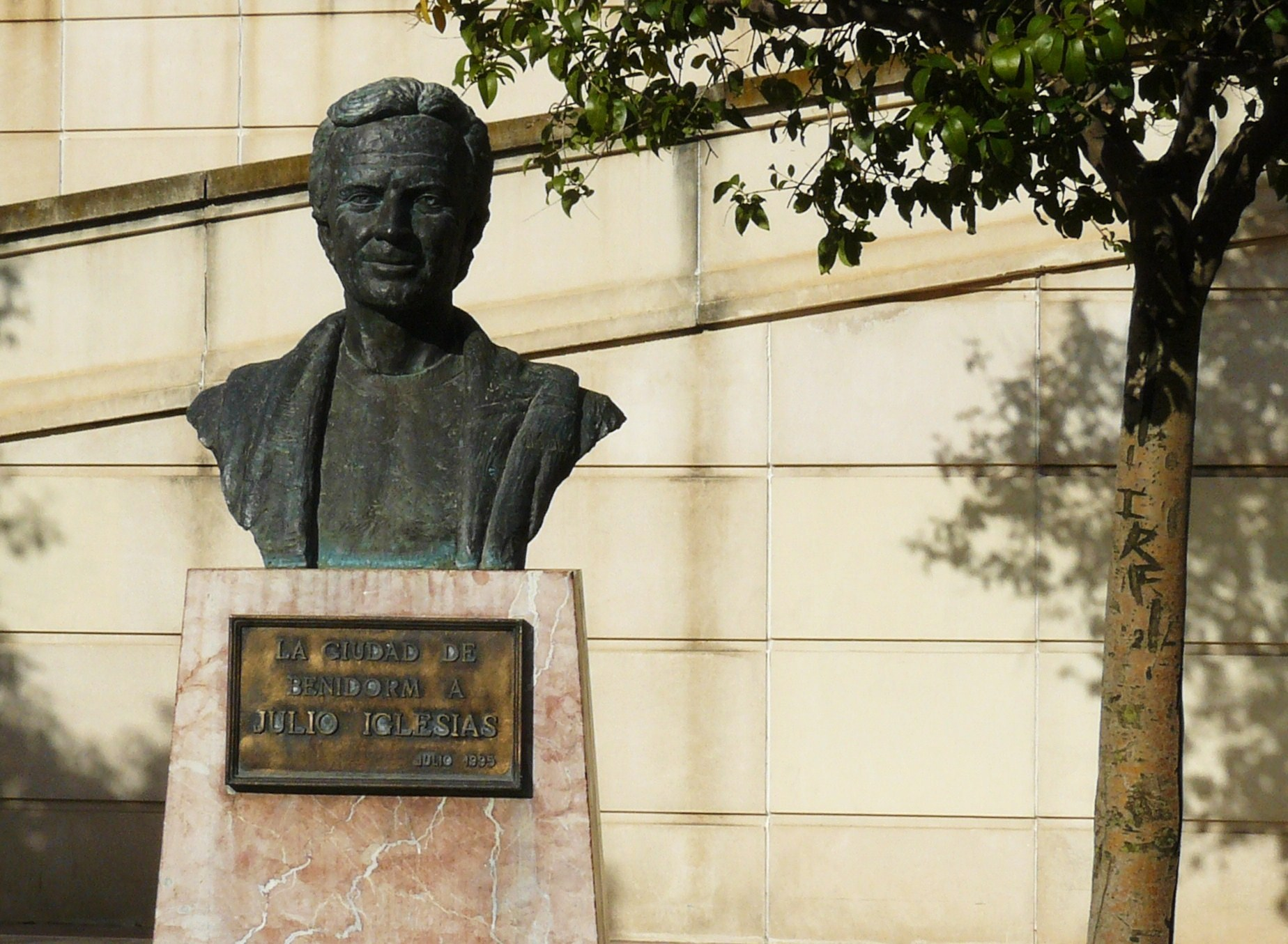
Pomnik Julio Iglesiasa w Benidormie

W czerwcu 2001 ukończył studia na madryckim uniwersytecie. W ten sposób wypełnił obietnicę, którą złożył swojemu ojcu 35 lat wcześniej, kiedy porzucił studia dla kariery muzycznej.
Jest znany z dużych inwestycji w Dominikanie w mieście Punta Cana, które jest najczęściej odwiedzanym miejscem przez turystów. Tam też spędza najwięcej czasu, kiedy nie jest w trasie koncertowej.
W 2006 jego posiadłość na Florydzie została wystawiona na sprzedaż za cenę 28 milionów dolarów, czyniąc ja jedną z dziesięciu najdroższych posiadłości na południu USA w 2006 według magazynu „Forbes”.
Magazyn „Maxim” umieścił go na 4. pozycji listy „Żyjących legend seksu”.

## Dyskografia
- Yo Canto (1969)
- Gwendolyne (1970)
- Por una mujer (1972)
- Und das Meer singt sein Lied (1973)
- A Flor de Piel (1974)
- A México (1975)
- El Amor (1975)
- América (1976)
- En el Olympia (1976)
- Se mi lasci, non vale (1976)
- Schenk mir deine Liebe (1976)
- A mis 33 años (1977)
- Sono Un Pirata, Sono Un Signore (1978)
- Soy (1978)
- Emociones (1978)
- Aimer La Vie (1978)
- Innamorarsi alla mia età (1979)
- A vous les femmes (1979)
- Hey! (1980)
- Sentimental (1980)
- Amanti (1980)
- De niña a mujer (1981)
- Fidèle (1981)
- Zartlichkeiten (1981)
- Minhas canções preferidas (1981)
- Momentos (1982)
- Momenti (1982)
- Et l`amour créa la femme (1982)
- In Concert (1983)
- Julio (1983)
- 1100 Bel Air Place (1984)
- Libra (1985)
- Un Hombre Solo (1987)
- Tutto l`amore che ti manca (1987)
- Non Stop (1988)
- Raíces (1989)
- Latinamente (1989)
- Starry Night (1990)
- Calor (1992)
- Anche senza di te (1992)
- Crazy (1994)
- La carretera (1995)
- Tango (1996)
- My Life: The Greatest Hits (1998)
- Noche de cuatro lunas (2000)
- Una donna può cambiar la vita (2001)
- Ao meu Brasil (2001)
- Divorcio (2003)
- Love Songs (2003)
- En français (2004)
- Love Songs – Canciones de amor (2004)
- L`homme que je suis (2005)
- Romantic Classics (2006)
- Quelque chose de France (2007)
- Que c`est triste Venise (wraz z Charles`em Aznavourem)